# Jean Chapelain
Jean Chapelain (París, 4 de desembre de 1595 - 22 de febrer de 1674) va ser un poeta i escriptor francès.

## Biografia
Chapelain, fill d'un notari que en una ocasió havia treballat al costat de Jean-Baptiste Colbert, va néixer a París. El seu pare volia que exercís la mateixa professió que ell, però, la seva mare, que havia conegut a Pierre de Ronsard, li va inculcar el gust per la literatura. Des de molt petit Chapelain va començar a demostrar habilitat per a l'escriptura. Va aprendre grec i llatí i va treballar de professor d'italià i d'espanyol.
Després d'acabar els seus estudis, Chapelain va impartir classes d'espanyol a un jove noble, abans de ser seleccionat com a tutor dels dos fills de Sébastien li Hardy, sieur de la Trousse, grand-Prévot de France. A causa de les seves responsabilitats com a tutor i administrador de la fortuna de la família, no s'han trobat registres de publicacions seves durant els disset anys següents.
La seva primera obra publicada va ser un pròleg per Adone de Giambattista Marino, que el va imprimir i el publicar a París. Després va publicar una traducció de la novel·la Guzman de Alfarache de Mateo Alemán, i quatre odes, una d'elles dedicada al Cardenal Richelieu. Diversos escriptors s'han adjudicat l'assoliment d'introduir la llei d'unitat dramàtica en la literatura francesa, especialment François Hédelin, la Pratique du théâtre es va publicar el 1657. La teoria d'Aristòtil va ser enunciada a Art poétique de Julius Caesar Scaliger el 1561, i subseqüentment per altres escriptors, però sense cap mena de dubte van ser els esforços de Chapelain els que la van transferir del camp de la teoria a la veritable pràctica.
En una conversa amb Richelieu al voltant de 1632, registrada per Pierre-Joseph Thoulier d'Olivet, Chapelain va sostenir la importància de mantenir les unions d'època, del lloc i de l'acció, i va declarar explícitament que la doctrina era nova per al cardenal i per als poetes que rebien consells seus. Recompensat amb una pensió de cent corones, i com el primer membre actiu de la nova Acadèmia, Chapelain va realitzar el pla de la gramàtica i el vocabulari, la compilació del que seria una de les funcions principals de la jove institució, sota la supervisió de Richelieu va escriure Sentiments de l'Académie sur le Cid.
El 1656 va publicar, amb un format magnífic per a l'època, els primers dotze cants de la seva famosa èpica de Joana d'Arc, la Pucelle, en la qual havia estat treballant durant vint anys. A divuit mesos es van disposar sis edicions del poema. Això va significar el final de la reputació com a poeta de Chapelain. Més tard, la sàtira de Nicolas Boileau-Despréaux resultà en una altra obra de Chapelain (Le plus grand poète Français qu'ait jamais été et du plus solide jugement) considerada un fracàs pel que fa a l'art modern.
La reputació de Chapelain com a crític va sobreviure, i el 1663 Colbert el va emprar perquè realitzés una llista d'escriptors contemporanis, destinada a orientar el rei en la seva distribució de pensions. Al pamflet, i en les seves cartes, va demostrar un creixement considerable respecte als seus poemes. La seva prosa va ser molt millor que el seu vers, les seves crítiques es van destacar per la seva justícia i generositat, la seva erudició i les seves fonts van ser precises, i el rei les va utilitzar per reconèixer als bons escriptors o homes de lletres. La gran influència del catolicisme en Chapelain pot apreciar en el seu De la lecture des vieux romans (imprès el 1870), en la qual elogia la Cançó de gesta, oblidada per la seva generació.
Chapelain va rebutjar diversos honors, i el seu desinterès per la premsa ha provocat que es dubti de la veracitat de les històries de Gilles Ménage i Tallemant des réaux, els qui van dir que Chapelain es va convertir en un home molt avar, i que es va trobar una considerable fortuna a l'apartament on va morir.